# آبشار کمردوغ
آبشار کمردوغ در قلعه رئیسی مرکز بخش چاروسا از توابع شهرستان کهگیلویه در زمره زیبایی‌های طبیعی استان کهگیلویه و بویراحمد به‌شمار می‌رود اما برای گردشگران ناشناخته مانده‌است.
این آبشار که نزدیک به ۱۰۰ متر ارتفاع و بیش از ۶۰ متر عرض دارد در ۱۰ کیلومتری قلعه رئیسی مرکز این بخش واقع شده‌است.
برای رفتن به چاروسا باید جاده‌های پرپیچ و خم کوهستانی را ازمیان جنگل‌های بلوط در شمال شهر دهدشت به طول ۷۰ کیلومتر طی کرد.
آبشار کمردوغ در تمام فصول سال دارای آب است و به آن لقب عروس آبشارهای ایران را داده‌اند.